# Фелькнер, Фёдор Иванович
Фёдор Иванович Фелькнер (22 мая 1802 год (по другим данным — 1803[уточнить]) — 16 (28) июня 1877 года, Симферополь, Российская Империя) — потомственный горный инженер, генерал-лейтенант Корпуса горных инженеров, дворянин, чиновник, менеджер.
Горный начальник Пермских (1837) и Гороблагодатских (1842) заводов, управляющий Луганским литейным заводом (1847—1853), Главный начальник горных заводов хребта Уральского (1856—1863).

## Биография
Фёдор Фелькнер родился в 1803 году в семье потомственного горного инженера Ивана Фёдоровича Фелькнера.
Родом из дворян Симбирской губернии.
В 1820 году Фёдор закончил Санкт-Петербургский Горный кадетский корпус, после окончания которого работал на Урале смотрителем Екатеринбургского Монетного двора.
С 1822 года по 1823 год работал на Екатеринбургских золотых промыслах, где занимался поиском золота.
Руководил одной из золотоискательных партий, посланных в разные части Урала под председательством сенатора В. Ю. Соймонова, имевшей целью развитие золотопромышленного дела на Урале.
В 1823 году руководимая им партия открыла золотосодержащие россыпи — Мало-Мостовский прииск в Екатеринбургском округе.
С 1826 года — помощник управителя Екатеринбургского монетного двора и бергпробирер при Екатеринбургских заводах.
С 1828 года — бергмейстер Березовских золотых промыслов.
В 1830 году переведён на Колывано-Воскресенские (Алтайские) заводы.
С 1830 по 1832 годы вместе с другим молодым инженером, служившим на Алтае — Л. Соколовским находился в командировке в Швеции, Пруссии, Саксонии, Гарце, Венгрии с целью изучения технологии выплавки серебра.
В 1833 году в Екатеринбурге проводил опыты по извлечению золота с помощью вновь изобретенных амальгамирных мельниц, в Барнаульской химической лаборатории занимался испытанием руд и металлургических продуктов.
В 1833—1835 годах проводил опыты по обогащению руд на Змеиногорском и Черепановском рудниках.
С 1835 года — управитель Локтевского завода.
В 1835 ввёл обогатительные работы на Риддерском руднике и Сокольном прииске, принимал участие в описании собрания горных пород и металлургических продуктов Алтайских заводов, доставленного в музей Института Корпуса горных инженеров, ввёл на Алтайских заводах улучшенный способ отделения серебра от свинца.
С 1837 года — горный начальник Пермских заводов, где улучшил технологию медеплавильного производства и усовершенствовал способ сортировки руды.
С 1842 года — горный начальник Гороблагодатских заводов, где открыл Кушайское медно-колчеданное месторождение.
С 1847 по 1853 годы (по другим данным — 1854, 1856[уточнить]) — в чине полковника, переведён горным начальником Луганского литейного завода, который находился в тяжёлом состоянии.
Там проводил разведку месторождений железных руд и каменного угля.
В 1849 году в записке «О Городищенском антрацитовом руднике» даёт анализ состояния и показывает перспективы развития Лисичанского, Успенского и Городищенского рудников.
В начале 1850-х годов под его руководством были проведены исследования центральной части Донбасса, сыгравшие заметную роль в развитии чёрной металлургии региона.
В 1851 году был произведён в генерал-майоры.
В 1852 году посёлок Луганский завод становится горным городом Луганского горного округа, а управляющий завода — Фелькнер — горным начальником.
Он подчинялся непосредственно Берг-Коллегии в Санкт-Петербурге и руководил не только заводом, рудниками и шахтами, но и поселениями, входящими в состав горного округа.
Ушёл в отставку в 1853 году (по другим данным — 1854[уточнить]) по расстроенному здоровью.
В 1856 году вернулся на службу и назначен членом Совета и Ученого комитета корпуса горных инженеров, а в конце того же года — главным начальником горных заводов хребта Уральского.
Стал первым горным инженером на этом посту (до того эту должность занимали военные).
В 1861 году произведён в генерал-лейтенанты.
В 1862 и 1863 годах принимал участие в комиссии по пересмотру горного устава, для чего вызывался в Санкт-Петербург.
При нём произошло освобождение уральского горно-заводского населения от обязательного труда.
В 1863 году окончательно вышел в отставку и в дальнейшем проживал в Симферополе.
Фёдор Иванович Фелькнер умер 16 (28) июня 1877 года.
Похоронен на старом христианском кладбище в Симферополе.

## Научные работы
Фёдор Фелькнер публиковал несколько статей в «Горном Журнале» (1838—1846 годы), кроме того, вместе с Соколовским, опубликовал там же несколько очерков об иностранной горной промышленности.

## Семья
Дед — Фёдор Христианович Фелькнер (нем. Christian-Frieder Volkner; 1722—1796), родом из Галле, был инспектором Горного училища в Санкт-Петербурге (1787), впоследствии — Горный кадетский корпус в Санкт-Петербурге, был писателем и переводчиком при сенате.
Отец — Иван Фёдорович Фелькнер (род. 1763 – после 1815) — горный инженер, служил на Уральских заводах, имел чин берггауптмана. Похоронен на кладбище Ново-Тихвинского монастыря.
Дяди:
- Август Фёдорович Фелькнер (умер не ранее 1798) — лекарь Екатеринбургских заводов[2].
- Александр Фёдорович Фелькнер (род. 1768), служил на Екатеринбургских (с 1809) и Камско-Воткинских (с 1816) заводах[2].
  - Николай Александрович Фелькнер (1817—1878) — окончил Институт корпуса горных инженеров в С-Петербурге (1838), был назначен на службу в Пермские заводы (1838). С 1840 — на Олонецких горных заводах: управитель Александровского пушечного завода (с 1847), помощник начальника (с 1856), затем горный начальник Олонецких заводов (с 1859); реконструировал Александровский завод, внедрил американский способ отливки чугунных орудий (с готовым каналом), построил Валазминский чугуноплавильный завод (1868). С 1872 года — член Горного совета и Горного ученого комитета.
    - Александр Николаевич Фелькнер (1843—1903) — окончил Горный институт в С-Петербурге в 1866, служил на Александровском заводе в Олонецком г.о. — производитель технических работ (1867), помощник управляющего по отделу техническому (1871), управляющий (1875, 1880), затем — на Урале, в 1885 — управляющий Нижнеисетского завода Екатеринбургского округа, коллежский советник (1883), в 1890 состоял по Главному горному управлению с откомандированием в распоряжение отставного действительного статского советника Фелькнера[2].

  - Александр Александрович Фелькнер (род. 1806), находился в горной службе[2].

Братья:
- Иван Иванович Фелькнер — окончил Горный кадетский корпус в Санкт-Петербурге в 1813 году[2].
- Михаил Иванович Фелькнер — окончил Горный кадетский корпус в Санкт-Петербурге в 1828 году, служил в округе Екатеринбургских заводов[2].

Жена — Фаравонтова Елизавета Александровна.
Дети:
- Илиодор Фёдорович Фелькнер (1829—1895) — окончил Институт корпуса горных инженеров в С-Петербурге в первом выпуске — 1849 года, служил на Луганском заводе вначале механиком (1850), управляющим чертёжной, механиком и хранителем музея (1854), находился в Комиссии генерал-адъютанта Сухозанета для исследования Грушевских копей (1860) и был назначен инспектором каменноугольных разработок в Земле Войска Донского (1861), с 1865 года — горный начальник Луганского округа; после выхода в отставку в 1870 году занимался частным предпринимательством и земской деятельностью, один из учредителей и директор Товарищества чугунолитейного и железоделательного Денешевского завода в Волынской губернии (1873), Товарищества Деконской каменносоляной копи (1881), был почетным мировым судьей Славяно-Сербского уезда (1870—1885), председателем Славяно-Сербской земской управы в Киеве (1887—1890), в 1886 пожалован чином действительного статского советника по Министерству юстиции; автор многочисленных статей и ряда книг, в том числе «Спутника механика-строителя» (несколько изданий)[2][2].
- Леонид Фёдорович Фелькнер (род. 1830), окончил Институт корпуса горных инженеров в С-Петербурге в 1850 году, работал на Луганском заводе[2].

## Награды
Фёдор Иванович Фелькнер награждён орденами Святого Владимира IV степени (1841), Святой Анны III (1838) и II (1846) степени.

## Герб Фелькнеров
01 мая 1853 года Фелькнерам был пожалован герб, который выглядел следующим образом:
В щите черного цвета накрест золотые молот и кирка. Над ними золотое солнце с лицом. Над щитом дворянский коронованный шлем с тремя страусовыми перьями черного цвета. Намет золотой, подложен черным.